# 厲麟似
厲 麟似（れい りんじ、拼音：Lì Lín-sì、1896年2月18日 - 1970年10月21日）は近代中国の教育者、外交官、学者。近代中国の文化と外交の歴史の重鎮の一人。日本の侵略に対する中国の非暴力抵抗のリーダーであった。

## 人物
上海文化コミュニティの抗日抵抗の代表者であり、彼の軍事研究は中国の抗日戦争に大きく貢献し、日本に抵抗する国民党と共産党の協力を促進する上で重要な役割を果たしてきた。また、第二次世界大戦中に何百人ものユダヤ人を上海で救出するために尽力した。
蔣介石の外交コンサルタントとして、1930年代の中国とドイツの関係の重要なファシリテーターでもあった。国連の中国支部の設立をはじめ、中国とヨーロッパの関係強化に尽力した。中国思想をヨーロッパに広めながら、ヨーロッパ思想を中国に輸入した功績もある。
文化大革命の最中に上海で死亡した。

## 家系
厲麟似は、周王朝時代の中国伝説の宰相呂尚の末裔であり、清朝時代の詩人のリーダーである厲鶚の4番目の曾孫にあたる。長男は中国の外交官・法学者の厲声教である。